# Mertensia virginica
Mertensie de Virginie, Jacinthe de Virginie, Cloches de Virginie
Espèce
La Mertensie de Virginie (Mertensia virginica), également appelée Jacinthe de Virginie ou Cloches de Virginie, est une espèce de plantes de la famille des Boraginacées originaire d'Amérique du Nord.